# Route 201 (Terre-Neuve-et-Labrador)
Pour les articles homonymes, voir Route 201.
La route 201 est une route tertiaire de la province de Terre-Neuve-et-Labrador, située dans l'est de l'île de Terre-Neuve, sur la péninsule d'Avalon. Elle est plus précisément située dans l'extrême nord-ouest de la péninsule, entre les baies Trinity et Placentia. Elle est une route faiblement empruntée. De plus, elle mesure 36 kilomètres, est nommée Chapel Arm-Bellevue Rd., et est une route asphaltée sur l'entièreté de son tracé.

## Tracé
La 201 débute au sud de Chapel Arm, à la sortie 27 de la Route Transcanadienne, la route 1, alors qu'elle se poursuit au sud de celle-ci en tant que route 202. Elle commence par traverser Chapel Arm, puis elle rejoint la baie Trinity. À Long Cove, elle bifurque vers l'ouest pour 6 kilomètres, puis tourne vers le nord pour rejoindre Bellevue. Elle effectue ensuite une boucle en «U», puis remonte vers le nord tout en suivant la baie, traversant Bellevue Beach. 3 kilomètres au nord-ouest de ce village, elle tourne vers l'ouest-sud-ouest pour 3 kilomètres, puis elle se termine sur la Route Transcanadienne, la route 1, sur une intersection en T. 
Le tracé de la 201 est globalement parallèle à la route 1, alors qu'elle la suit entre 1 et 5 kilomètres du nord.

## Parc provincial
Au sud-ouest de Bellevue, elle passe au sud du parc provincial Bellevue Beach, alors qu'elle effectue sa boucle en U.

## Communautés traversées
- Chapel Arm
- Norman's Cove
- Long Cove
- Thornlea
- Bellevue
- Bellevue Beach